# Meioneta pinta
Meioneta pinta là một loài nhện trong họ Linyphiidae.
Loài này thuộc chi Meioneta. Meioneta pinta được Léon Baert miêu tả năm 1990.